# CASA C-295 AEW
El CASA C-295 AEW es un avión de alerta temprana y control aerotransportado desarrollado conjuntamente por Airbus Military (ahora Airbus Defence and Space) e Israel Aerospace Industries (IAI). Se basa en la plataforma del avión de transporte CASA C-295, que a su vez es un desarrollo del CASA CN-235. Este avión incorpora un radar activo de barrido electrónico (AESA) EL/M-2075 Phalcon, instalado en un rotódomo que está situado sobre el fuselaje de la aeronave.

## Historia

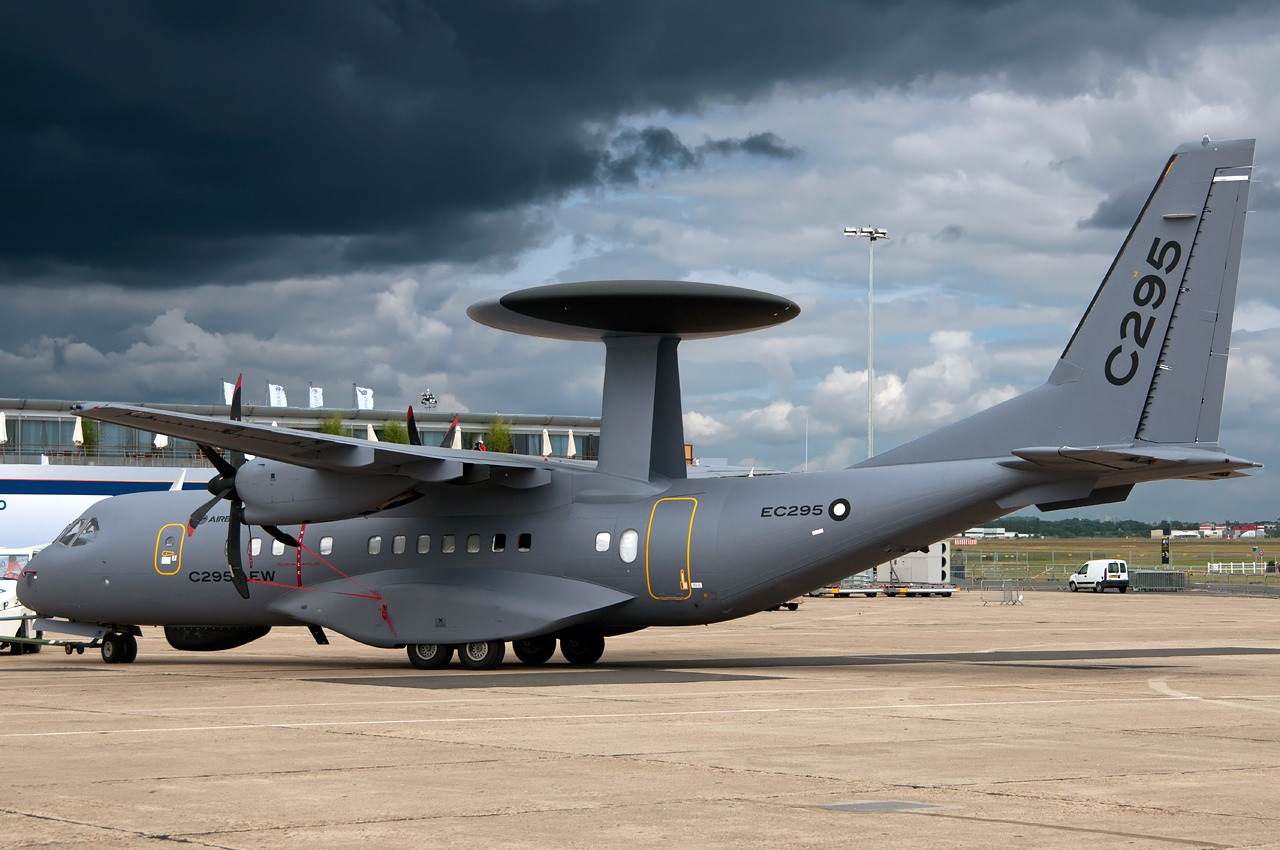
Vista lateral del C-295 AEW en el Salón Internacional de la Aeronáutica y el Espacio de París-Le Bourget de 2011.

En septiembre del 2008, la compañía sueca Saab presentó un proyecto en el que ofrecía la posibilidad de instalar en el C-295 su sistema aéreo de alerta temprana y control  denominado Erieye, que consiste en un radar que proporciona una cobertura de 360 grados con un alcance instrumental de 450 km, o de 350 km en el caso de entornos de guerra electrónica hostil. Este sistema ya ha sido instalado en aviones similares como los turbohélices suecos Saab 340 y Saab 2000, o los reactores brasileño Embraer R-99 y canadiense Bombardier Global 6000.
La compañía indicó en aquel momento que evaluaría la posible puesta en producción del sistema, según el interés de los potenciales clientes, entre los que se encontraba Polonia. Tras superar la fase de viabilidad, en junio de 2011 el demostrador de esta versión ha iniciado los vuelos de prueba, aunque finalmente no llevará el sistema de Saab, sino un radar activo de barrido electrónico (AESA) EL/M-2075 Phalcon fabricado por ELTA (filial de Israel Aerospace Industries, IAI).

## Diseño y desarrollo
Una vez realizados los estudios de viabilidad, en la que se ha integrado en un ejemplar de demostración el rotódomo (radar giratorio de grandes dimensiones (6 metros de diámetro) situado sobre el fuselaje), se le han hecho las modificaciones necesarias en sus sistemas y se le ha sometido a las pruebas de túnel de viento, el 7 de junio de 2011 comenzó sus vuelos de prueba, que tendrían una duración de unos tres meses, esta nueva versión del C-295, dedicada a la alerta temprana aerotransportada y control (AEW&C). Desarrollada y comercializada conjuntamente con Israel Aerospace Industries (IAI), llevará un radar activo de barrido electrónico EL/M-2075 Phalcon de cuarta generación de giro rápido fabricado por la filial de esta última ELTA Systems, que incorpora también un sistema identificador amigo-enemigo (IFF). Puede portar además equipos de inteligencia electrónica (ELINT), inteligencia de comunicaciones (COMINT), sistemas de autoprotección, equipos de mando y control, enlaces vía satélite y sistemas de comunicaciones que comprenden enlaces de datos para integrarse en operaciones basadas en el uso de redes (NCO). Proporcionará una cobertura de alta calidad con capacidad de generar en tiempo real una perspectiva integrada en tres dimensiones de la situación aérea y de superficie, tanto terrestre como marítima, así como un orden de batalla electrónico. El radar tiene dos modos de funcionamiento, rotativo, proporcionando una cobertura de 360 grados, y estacionario, concentrando la búsqueda en un sector de 120 grados, pero con mayor alcance. Los datos de los distintos sensores serán procesados por el sistema FITS. Pretende posicionarse en el mercado como una solución de tamaño medio de gran eficiencia pero de coste relativamente asequible, para misiones tanto de defensa antiaérea como de seguridad del territorio.

## Especificaciones

### Características generales
- Longitud: 24,45 m
- Envergadura: 25,81 m
- Altura: 8,66 m
- Superficie alar: 59 m²
- Peso cargado: 20 700 kg
- Peso máximo al despegue: 23 200 kg
- Planta motriz: 2× turbohélices Pratt & Whitney Canada PW127G.
  - Potencia: 2681 CV (1972 kW) cada uno.
- Hélices: 1× Hamilton Standard 568F-5 de 6 palas por motor.
- Capacidad de combustible: 7650 litros.

### Rendimiento
- Velocidad nunca excedida (Vne): 576 km/h
- Velocidad crucero (Vc): 480 km/h
- Alcance: 2150 km
- Alcance en ferry: 5220 km
- Techo de vuelo: 7620 m (25 000 pies)

### Desarrollos relacionados
- CASA CN-235
- CASA C-295

### Aeronaves similares
- Antonov An-71
- Yakovlev Yak-44
- Embraer 145 AEW&C
- Grumman E-2 Hawkeye
- Boeing 737 AEW&C
- Saab 340 AEW&C
- Saab 2000 AEW&C

### Secuencias de designación
- Aviones militares de CASA: ← C-101 - C-102 - CN-235 - C-295 - C-401

### Listas relacionadas
- Anexo:Aviones C-295